# 朱抚松
朱抚松（1915年1月5日—2008年6月14日），湖北襄阳人，中华民国外交官，曾任中华民国外交部部长。其妻为台湾作家、国大代表徐钟佩。

## 生平
朱抚松先后毕业于沪江大学、英国伦敦大学政治经济学院。毕业后，曾任中國国民党中央宣传部国际宣传处专员，驻英办事处编辑、代处长，行政院新闻局秘书、第二处处长。
赴台后，又任台湾省政府参议，东南军政长官公署参议，行政院秘书、参事，外交部情报司司长等职。1956年起出使北美，历任中华民国驻美国大使馆参事、公使，驻加拿大大使馆公使。1962年回国，任外交部常务次长、政务次长。
1965年起再次出使，历任中华民国驻西班牙大使、驻巴西大使、驻韩国大使。1979年回国，其后至1987年间出任中华民国外交部部长。

## 貢獻
在其任内，以十余种弹性名称在非邦交国家设立办事处，拓展了台湾与其他国家的实质性外交关系。1986年时，又兼任总统府国策顾问。2008年6月14日在台北逝世。
他还是中國国民党第十至十七届中央评议委员。